# Residencias de la India británica

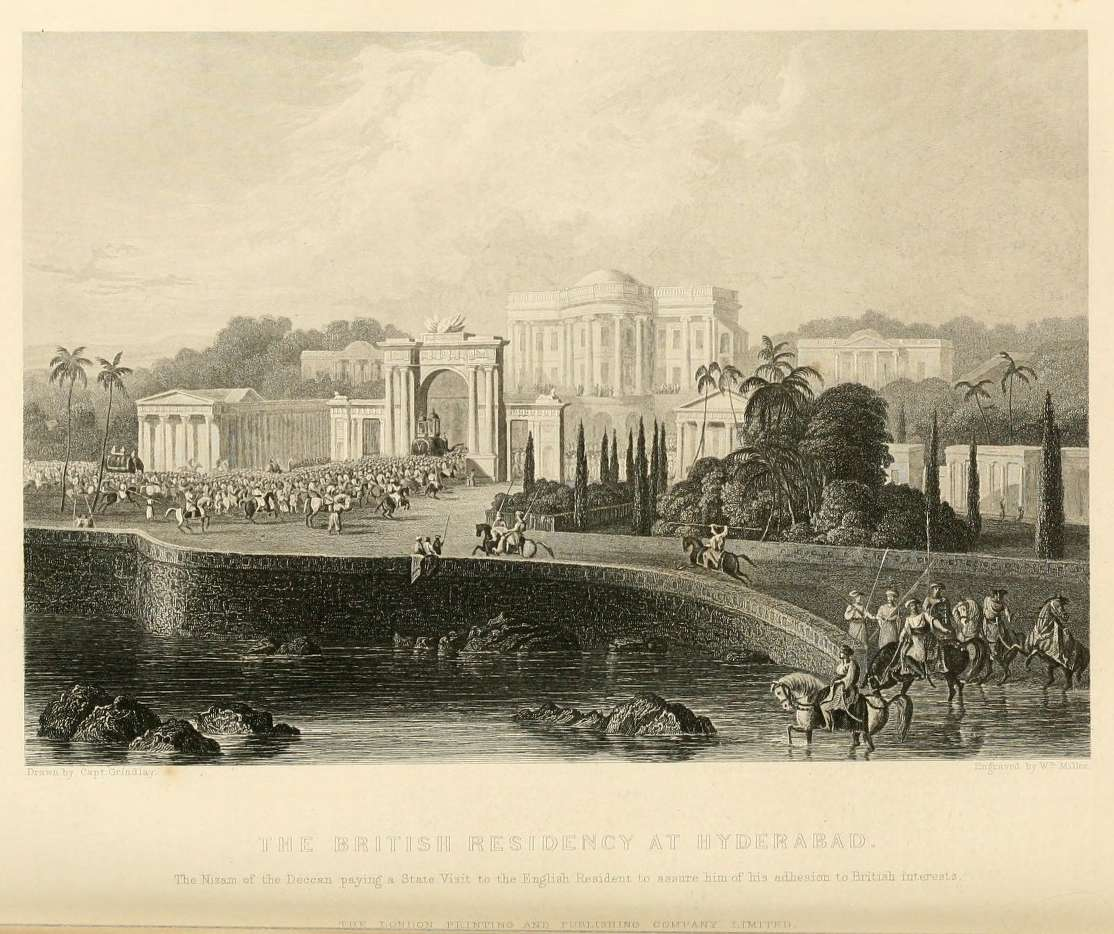
La residencia británica en Hyderabad.

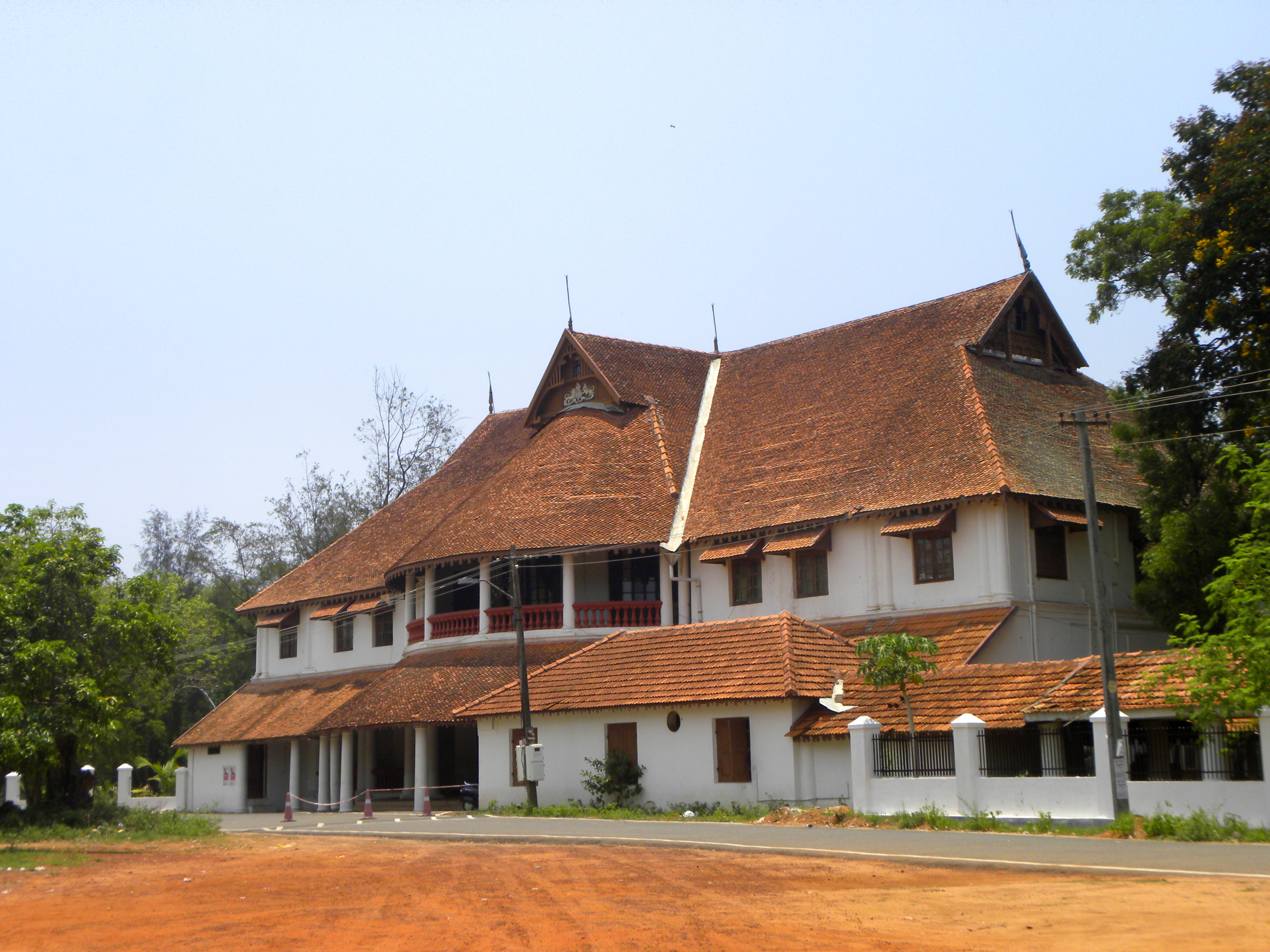
Casa de huéspedes del gobierno / Residencia Británica del en la ciudad de Kollam, construida por el general John Munro.

Las residencias de la India británica (en inglés: Residencies of British India) eran unidades políticas autónomas o semiautónomas, cada una administrada por un residente designado directamente por el virrey de la India, que se ocupaba de las relaciones esencialmente coloniales entre la India británica y cada una de ellas, generalmente un conjunto territorial, de gobernantes nativos de varios estados principescos.

## Historia
El sistema de residencias tuvo su origen en el sistema de alianzas subsidiarias ideado por los británicos después de la batalla de Plassey en 1757, para proteger a Bengala de los ataques mediante el despliegue de tropas de la Compañía Británica de las Indias Orientales a través del ejército de Bengala uno de los estados nativos amigos. Mediante este sistema, a los príncipes indios de estos estados nativos se les aseguraba protección contra las agresiones internas o externas, con el despliegue de tropas de la compañía. A cambio, tenían que pagar el mantenimiento de esas tropas y también aceptar a un residente británico en su corte. Este residente era un alto funcionario británico destinado en la capital de estos estados principescos, técnicamente un diplomático, pero también era responsable de comprometer al gobernante con esta alianza. Se veía como un sistema de gobierno indirecto que era cuidadosamente controlado por el residente británico. Su papel (todos fueron hombres) incluía asesorar en la gobernanza, intervenir en las disputas de sucesión y asegurarse de que los estados no mantuvieran fuerzas militares más allá de las necesarias para la vigilancia interna o que mantuviesen relaciones diplomáticas autónomas con otros estados. Los residentes intentaron modernizar estos estados nativos mediante la promoción de las nociones europeas de gobiernos progresistas.
Los primeros estados nativos de la India que entraron en las alianzas subsidiarias fueron Arcot, Oudh e Hyderabad. Antes de la rebelión de 1857, el papel del residente británico en Delhi era más importante que el de los otros residentes, por la tensión que existía entre el imperio mogol en declive y el poder emergente de la Compañía de las Indias Orientales. Después del establecimiento del dominio de la Corona de la India británica en 1858, los estados indígenas gobernados por los príncipes indios conservaron su autonomía interna en términos de control político y administrativo, mientras que sus relaciones externas y defensa pasaron a ser responsabilidad de la Corona. Un área de más de las dos quintas partes del subcontinente indio fue administrada por príncipes nativos, aunque no era una proporción tan alta en términos de población.
La continuación del gobierno principesco permitió a los británicos concentrar sus recursos en las áreas económicamente más importantes bajo su control directo y también oscureció la pérdida efectiva de independencia de estos estados en sus relaciones externas.
El residente fue un recordatorio permanente de la relación subsidiaria entre el gobernante indígena y el poder europeo. La manifestación física de todo esto fue la propia "Residencia", un complejo de edificaciones y terrenos modificados según los valores estéticos del poder soberano. Esta Residencia era un símbolo de poder por su tamaño y posición dentro de la capital del príncipe. En muchos casos, el príncipe local incluso pagó por la construcción de estas residencias, como un gesto de apoyo y lealtad a los británicos. El nawab de Oudh, uno de los príncipes nativos más ricos, pagó y erigió una espléndida residencia en Lucknow como parte de un programa más amplio de mejoras cívicas.

## Lista de residencias
Bajo la Agencia de la India Central
- Residencia de Gwalior
- Residencia de Indore

Divisiones de la Agencia de Rajputana (Rajastán), cuyo agente político también desempeñó el cargo de comisionado jefe ex officio de la provincia de Ajmer-Merwara
- Residencia de Jaipur
- Residencia de Mewar, en Udaipur
- Residencia de los estados occidentales de Rajputana

Otros en la propia India británica
- Residencia de Baroda, see Baroda and Gujarat States Agency
- Residencia de Kolhapur, merged into Deccan States Agency
- Residencia de Quilon o Británica (Kollam), en Travancore
- Residencia de Mysore, en y para Maisur, cuyo agente político también desempeñó el cargo de comisionado jefe ex officio de la provincia de Coorg

Asociado, notablemente en Arabia
- Residencia de Adén (1859–1873), territorio británico en Yemen, colocado bajo la Presidencia de Bombay hasta 1932, y luego directamente como Provincia de Comisionado Jefe de la India británica hasta 1937
- Residencia del Golfo Pérsico, para los protectorados británicos: Estados de la Tregua (precursor de los Emiratos Árabes Unidos (1892–1971), Baréin  (1892–1971), Mascate y Omán (protectorado limitado e intervención en asuntos internos, 1892–1962), Kuwait (1914–1961) y Catar (1916–1971)